# Panel táctil virtual (Microsoft)
Touchpad Virtual, es un tipo de herramienta de Microsoft que permitirá controlar los monitores externos desde tabletas sin la necesidad de que conectemos un mouse; la opción de Touchpad virtual está localizada en la barra de herramientas, que al seleccionar muestra un recuadro con la forma de trackpad que comparte las mismas opciones que uno físico, como por ejemplo, controlar un ratón y hacer clic derecho o izquierdo dentro de la pantalla.
Microsoft incluyó un trackpad virtual en una nueva versión de prueba de Windows 10. Todos los gestos del trackpad virtual se pueden cambiar a través del panel de configuración de Windows 10. La actualización también incluye una nueva versión de la aplicación Sticky Notes, soporte para más idiomas y regiones, así como añade nuevas opciones a Windows Ink.

## Características
- Nos permitirá controlar monitores externos sin necesidad de ratón.
- Disponible para Windows 10.
- Para las personas que se encuentran suscritas al programa de desarrollo de Windows Insider.
- Se encontrará escondido en la barra de tareas.
- En caso de seleccionarlo, se abrirá un trackpad virtual en la pantalla que nos permitirá movernos por la pantalla con el cursor.
- Es posible activar esta característica desde el icono de notificaciones.[3]